# Amphilophus labiatus
Amphilophus labiatus là một loài cá trong họ cá hoàng đế Cichlidae có nguồn gốc từ châu Mỹ tại hồ Managua và hồ Nicaragua ở Trung Mỹ. Chúng được ưa chuộng để nuôi làm cá cảnh.

## Đặc điểm
Màu sắc của nó trong tự nhiên có sự biến đổi, trong khi hầu hết cá có màu xám với màu xanh xám, thì một số cá màu hồng, đỏ hoặc màu trắng xảy ra, thậm chí là màu cam. Một số cá thể có đôi môi mở rộng, mặc dù tình trạng này được cho là có liên quan đến sở thích lựa chọn thực phẩm cụ thể trong môi trường sống tự nhiên của chúng, đặc điểm này biến mất trong điều kiện nuôi nhốt. Chúng là loài cá hung hăng. Hành vi hung hăng này kết hợp với dao cạo răng nhọn và hàm mạnh mẽ đôi khi sẽ cắn chủ sở hữu của chúng.